# ونورووی
ونورووی (به لاتین: Vnorovy) یک منطقهٔ مسکونی در جمهوری چک است که در شهرستان هودونین واقع شده‌است. ونورووی ۱۶٫۸۸ کیلومتر مربع مساحت و ۳٬۰۳۱ نفر جمعیت دارد و ۱۸۲ متر بالاتر از سطح دریا واقع شده‌است.